# Hanagodunala, Hunsur
Hanagodunala là một làng thuộc tehsil Hunsur, huyện Mysore, bang Karnataka, Ấn Độ.